# XCOR Aerospace
XCOR Aerospace est une société privée fondée en septembre 1999 et disparue en 2017 développant des moteurs fusées, à ergols liquides, basée à Mojave, en Californie. Dirigée par Jeff Greason, qui a fait partie de la Commission Augustine, elle a comme projet un avion suborbital, le Lynx, support pour le tourisme spatial, et l'envoi de micro-satellites comme CubeSat en orbite basse. 
L'entreprise est confrontée à des difficultés pour mettre au point son avion spatial. Le 8 novembre 2017, elle confirme sa mise en liquidation judiciaire, au titre du chapitre 7 de la loi sur les faillites des États-Unis (en).